# Kisvasúti híd (Békés)
A békési kisvasúti híd egy 122 éves, vasúti forgalom céljára épült, de eredeti funkciójától már évtizedekkel ezelőtt megfosztott híd, amely azóta közúti és gyalogosforgalmat bonyolít. A hídon a szerkezeti adottságai miatt csak egy forgalmi sáv átvezetésére volt lehetőség, ezért a szembeforgalom áthaladási elsőbbségét KRESZ-táblákkal szabályozták.

## Története
1903-ban, amikor megépült az Alföldi Első Gazdasági Vasút Békéscsaba-Vésztő közötti kisvasúti szakasza, felmerült az igény egy, a békési olajipari malomhoz vezető iparvágány építése iránt. Hamarosan meg is épült a Tavasz utcán keresztül vezető kisvasúti iparvágány, de a malom megközelítéséhez szükség volt még egy hídra is, a vágány Élővíz-csatornán való átvezetéséhez. Ekkor épült meg ez a teljesen vasbeton szerkezetű kisvasúti híd.
A régi funkciója teljesen megszűnt, miután a kisvasutat az iparvágánnyal együtt az 1960-as évek közepére teljesen elbontották. Az olajipari malom is megszűnt, a régi malom területén ma a Békési Pálinka Zrt. pálinkafőző üzeme működik. Az egykori kisvasúti híd azonban ma is áll az Alsó Körgáti zsilip mellett. Jövőbeli sorsa bizonytalan: sem az elbontásáról, sem pedig a felújításáról és műemlékké nyilvánításáról nem született döntés, habár a híd akár turisztikai látványosság is lehetne.